# Mesomys hispidus
Mesomys hispidus is een zoogdier uit de familie van de stekelratten (Echimyidae). De wetenschappelijke naam van de soort werd voor het eerst geldig gepubliceerd door Desmarest in 1817.